# 漿細胞性龜頭炎
漿細胞性龜頭炎，或稱漿細胞性侷限性龜頭炎是一種發生在男性龜頭上的炎症，是有漿細胞浸潤特徵的良性皮膚損傷:657。
同樣發生在女性身上則稱為外陰炎，因為極有誤診的可能，所以其存在與否還有爭議。1952年被J·J·Zoon在1962年發現，因此有時也稱Zoon's balanitis、Zoon's erythroplasia、Zoon's vulvitis。